# Seinäjoki Race
Seinäjoki Race, kallat Prix d'Etain Royal mellan 2008 och 2015, är ett travlopp för varmblod som körs på travbanan i Seinäjoki i Finland varje år i april. Loppet körs över 2100 meter. Förstapris är 70 000 euro (sedan 2018). Det är ett Grupp 1-lopp, det vill säga ett lopp av högsta internationella klass.
Första upplagan av loppet kördes 1975.

## Vinnare
| År   | Häst                                              | Kusk                                              | Tränare                                           | Odds                                              | Tid                                               |
| ---- | ------------------------------------------------- | ------------------------------------------------- | ------------------------------------------------- | ------------------------------------------------- | ------------------------------------------------- |
| 2025 | Borups Victory                                    | Daniel Wäjersten                                  | Daniel Wäjersten                                  | 1,67                                              | 1.10,9                                            |
| 2024 | Borups Victory                                    | Daniel Wäjersten                                  | Daniel Wäjersten                                  | 1,99                                              | 1.12,3                                            |
| 2023 | Mister Hercules                                   | Örjan Kihlström                                   | Daniel Redén                                      | 3,80                                              | 1.11,7                                            |
| 2022 | Willow Pride                                      | Santtu Raitala                                    | Markku Nieminen                                   | 6,75                                              | 1.11,9                                            |
| 2021 | Dear Friend                                       | Johan Untersteiner                                | Johan Untersteiner                                | 8,90                                              | 1.11,7                                            |
| 2020 | Inställt p.g.a. den pågående coronaviruspandemin. | Inställt p.g.a. den pågående coronaviruspandemin. | Inställt p.g.a. den pågående coronaviruspandemin. | Inställt p.g.a. den pågående coronaviruspandemin. | Inställt p.g.a. den pågående coronaviruspandemin. |
| 2019 | Atupem                                            | Santtu Raitala                                    | Antero Tupamäki                                   | 11,39                                             | 1.11,8                                            |
| 2018 | Call Me Keeper                                    | Örjan Kihlström                                   | Daniel Redén                                      | 2,77                                              | 1.12,7                                            |
| 2017 | Twister Bi                                        | Christoffer Eriksson                              | Jerry Riordan                                     | 6,49                                              | 1.13,0                                            |
| 2016 | El Mago Pellini                                   | Adrian Kolgjini                                   | Lutfi Kolgjini                                    | 8,55                                              | 1.12,1                                            |
| 2015 | Quick Fix                                         | Tuomas Korvenoja                                  | Lutfi Kolgjini                                    | 8,50                                              | 1.12,7                                            |
| 2014 | Prussia                                           | Pietro Gubellini                                  | Pietro Gubellini                                  | 9,31                                              | 1.12,4                                            |
| 2013 | Nesta Effe                                        | Roberto Vecchione                                 | Holger Ehlert                                     | 17,80                                             | 1.14,4                                            |
| 2012 | Marlon Om                                         | Pietro Gubellini                                  | Pietro Gubellini                                  | 2,70                                              | 1.14,0                                            |
| 2011 | Red Hot Dynamite                                  | Daniel Olsson                                     | Lutfi Kolgjini                                    | 11,00                                             | 1.13,7                                            |